# Helene Goude

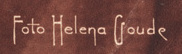
Signering op een foto van Troelstra, 1909

Helena Aleida (Helene) Goude (Amsterdam, 9 december 1868 - Doorn, 23 juli 1951) was een Nederlands fotograaf.
Helena Goude werd geboren op 9 december 1868 in Amsterdam. Ze kreeg haar opleiding bij fotograaf Joh. Bickhoff (1881-1968). Als fotograaf maakte ze vooral portretten. Stilistisch behoorde ze tot de groep kunstfotografen of Picturalisten. Net als Wieger Idzerda werkte ze enige tijd bij de Duitse fotograaf Rudolf Dührkoop in Hamburg.
Helene Goude was lid van de Nederlandsche Club voor Foto-Kunst (NCvFK) en van de Nederlandsche Amateur Fotografen Vereniging, de N.A.F.V. Ook zat zij als enige vrouw in het eerste bestuur van de Vereeniging tot Ontwikkeling van den Schoonheidszin bij het Volk, genaamd Kunst aan Allen, die in 1907 in Den Haag werd opgericht.
Het werk van Goude heeft op verschillende tentoonstellingen gehangen. In 1905 exposeerde de Haagsche Kunstkring portretten en studies van haar hand, vooral zogenaamde kooldrukken.  In 1912 nam zij deel aan de Tentoonstelling van voortbrengselen van kunstnijverheid, door vrouwen ontworpen en uitgevoerd, in Groningen.
Eveneens in 1912 nam ze deel aan de reizende jubileumtentoonstelling van de Nederlandse Fotografen Kunstkring, waar zij exposeerde met onder anderen Henri Berssenbrugge, Bernard F. Eilers en Pieter Clausing.
Goude publiceerde regelmatig in verschillende tijdschriften over fotografie, zoals het foto-tijdschrift Lux en in De camera, modern fotografisch tijdschrift. 
Op haar portretten, veelal gemaakt in Den Haag, zijn personen vaak ergens mee bezig, bijvoorbeeld zijn ze iets aan het lezen of schrijven. Ze maakte ook dubbelportretten en groepsportretten, onder andere van kinderen.
Helene Goude overleed op 23 juli 1951 in Doorn.

## Enkele foto's van Goude

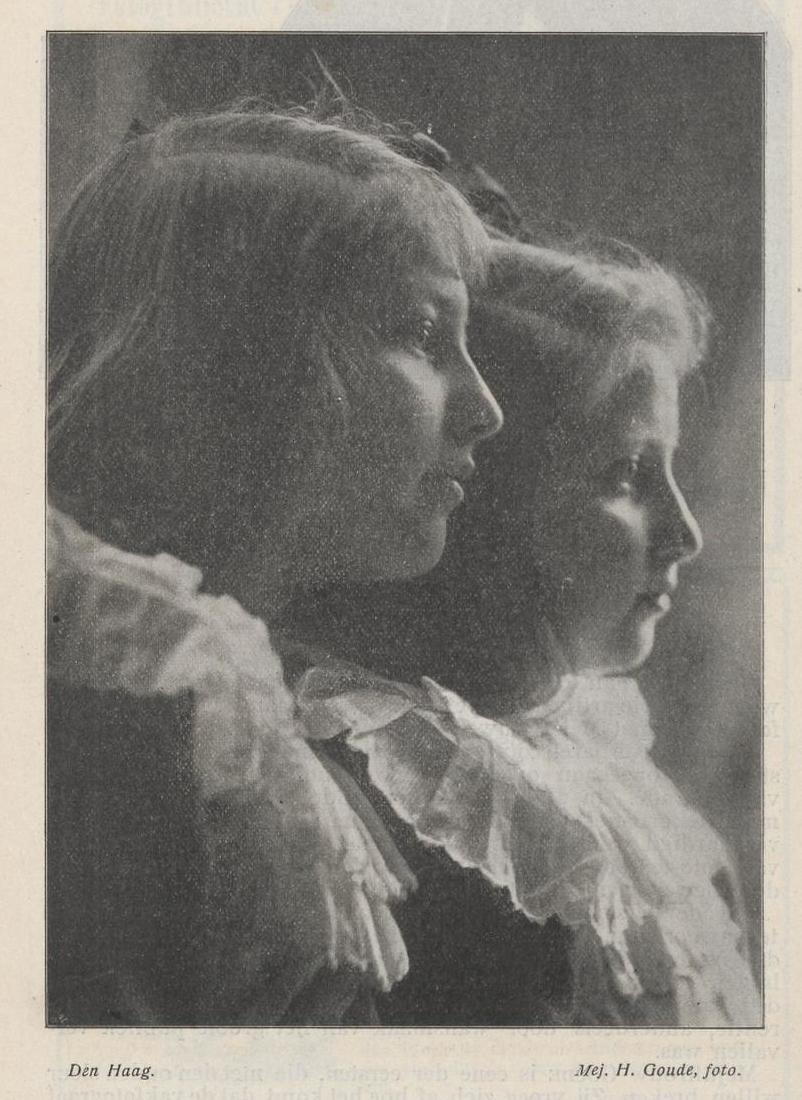
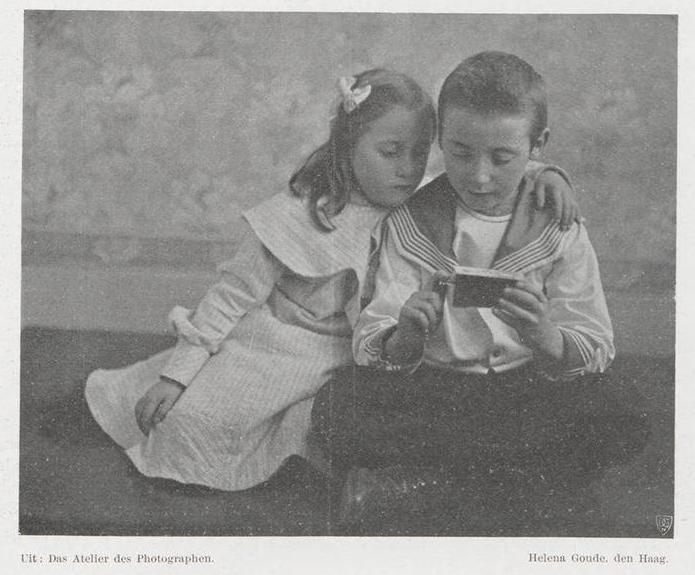
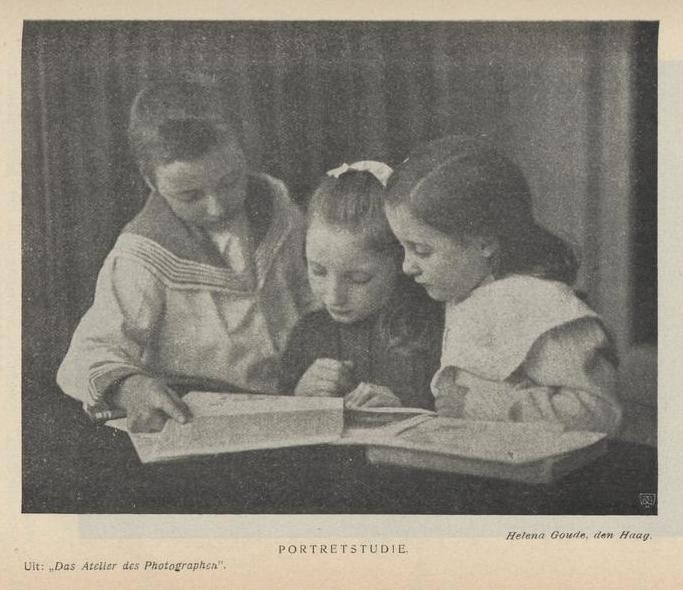
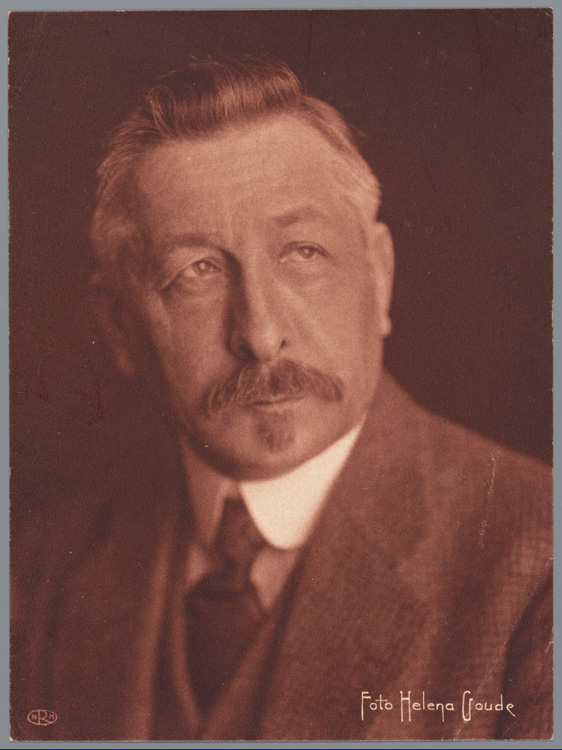
Pieter Jelles Troelstra, 1909
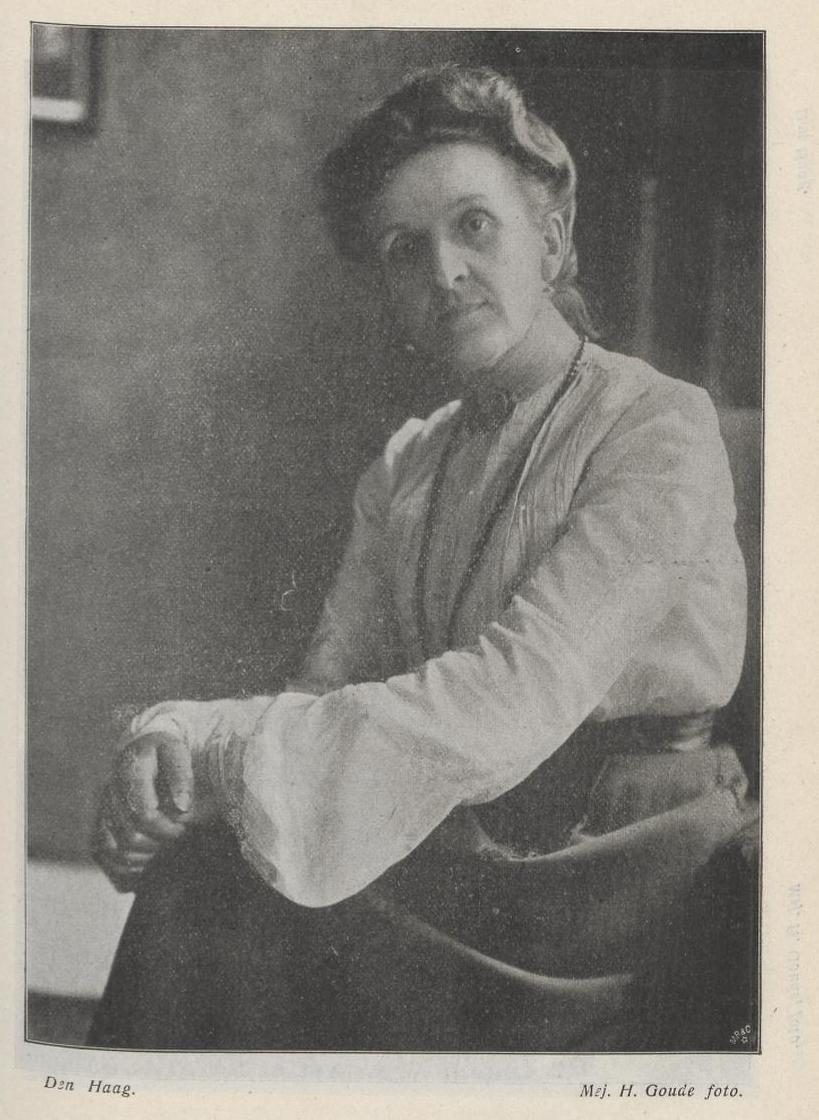
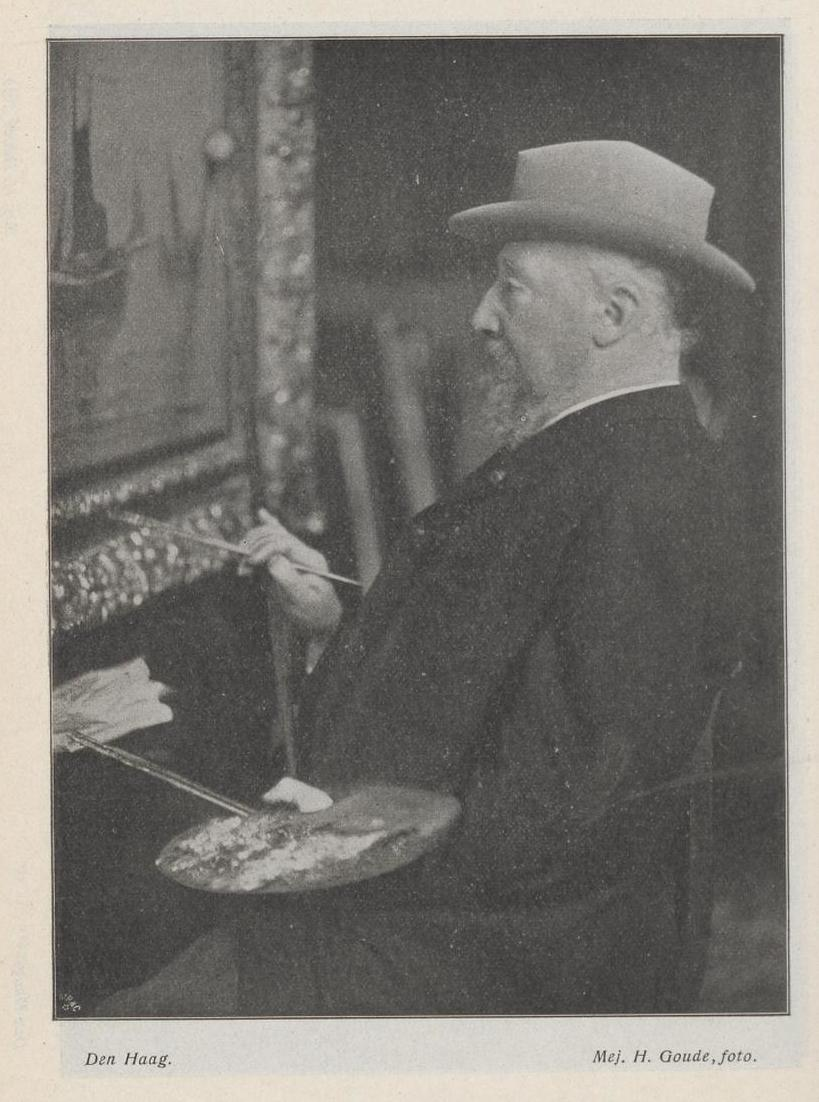
De schilder H.W. Mesdag

- Biografisch Portaal: 44004335
- RKD-Nederlands Instituut voor Kunstgeschiedenis: 369755
- Union List of Artist Names: 500651617